# Eduard Wölfflin
Eduard Wölfflin, född den 1 januari 1831 i Basel, död där den 8 november 1908, var en schweizisk filolog. Han var far till Heinrich Wölfflin.
Wölfflin kallades som elementarlärare till professor i Zürich 1870, i Erlangen 1875 och i München 1880–1904. Han utgav upplagor av bland andra Polyainos (1860) och Publilius Syrus sentenser (1869) samt författade bland annat Livianische Kritik und livianischer Sprachgebrauch (1864), Lateinische und romanische Komparation (1879), Die allitterierenden Verbindungen der lateinischen Sprache (1881) och Benedicti regula monachorum (1895). Wölfflin utgav från 1884 Archiv für lateinische Lexikographie und Grammatik. Han var en av organisatörerna av arbetet med Thesaurus Linguae Latinae.